# 山形北バイパス
山形北バイパス（やまがたきたバイパス）は、山形県天童市から村山市までの国道13号のバイパス道路である。

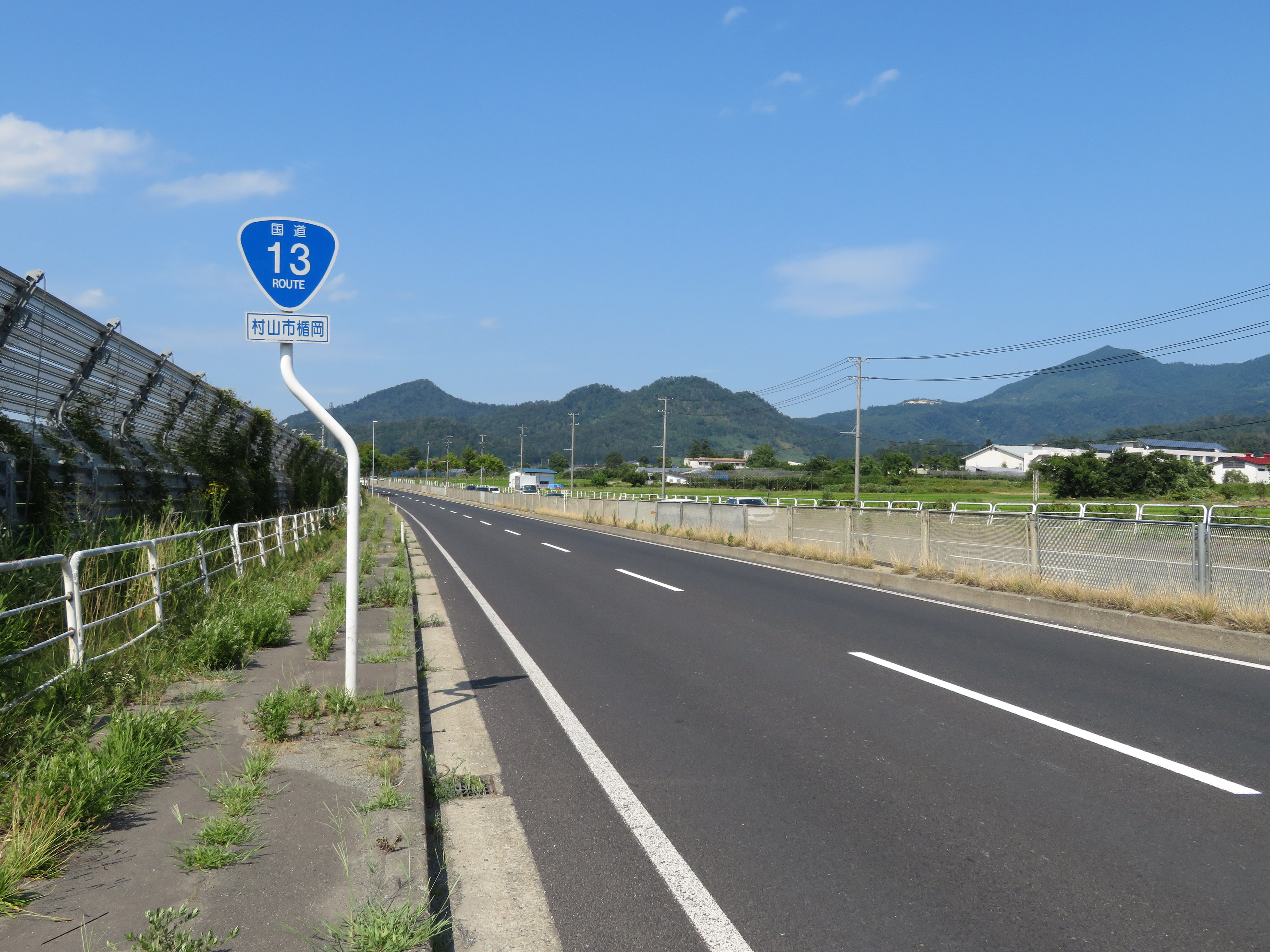
山形県村山市楯岡付近

## 概要
- 起点：山形県天童市乱川
- 終点：山形県村山市土生田
- 全長：21.2km
- 車線数：全線片側2車線

## 特徴
上山バイパス、山形バイパス、山形北バイパスと合わせて一つの山形バイパスという見方をする場合がある。

## 接続路線
- 国道13号山形バイパス、山形県道22号山形天童線（天童市乱川）
- 国道287号、山形県道122号東根大森工業団地線（東根市蟹沢）
- 山形県道25号寒河江村山線（村山市楯岡）
- 山形県道36号新庄次年子村山線（村山市金谷）
- 国道13号尾花沢バイパス、山形県道120号東根尾花沢線、山形県道189号大石田土生田線（村山市土生田）